# Afshord
Afshord (persiska: افشرد) är en ort i Iran.   Den ligger i provinsen Östazarbaijan, i den nordvästra delen av landet, 500 km nordväst om huvudstaden Teheran. Afshord ligger 2 092 meter över havet och antalet invånare är 527.
Terrängen runt Afshord är lite bergig. Runt Afshord är det ganska glesbefolkat, med 27 invånare per kvadratkilometer. Afshord är det största samhället i trakten. Trakten runt Afshord består i huvudsak av gräsmarker.